# Insignia de Guía de Montaña del Ejército
La Insignia de Guía de Montaña del Ejército (en alemán: Abzeichen für Heeresbergführer) fue una condecoración militar alemana otorgada a guías de montaña experimentados o Gebirgsjager durante el Tercer Reich.
La actual República Federal de Alemania también otorga una Insignia de Guía de Montaña del Ejército con un diseño diferente.

## Méritos y diseño
La Insignia de Guía de Montaña del Ejército fue establecida en agosto de 1936. La usaban las tropas Gebirgsjäger de la Wehrmacht que se habían entrenado como guías de montaña y luego habían ejercido como guía durante un año. La insignia no se otorgó después de 1945.
Era una insignia ovalada hecha de hierro chapado en tombac, que medía 51,8 mm por 42,9 mm. El centro tiene una edelweiss en plata con el centro dorado, sobre un fondo de esmalte verde. Una banda esmaltada en blanco circundante lleva, en su parte inferior, la palabra Heeresbergführer en escritura gótica. El reverso es sencillo excepto por el pasador de sujeción y, en la mayoría de los casos, el nombre del fabricante. Con el uniforme, se usaba sobre o debajo del bolsillo izquierdo del pecho, aunque a veces se lo usaba en el lado derecho de la chaqueta.
Se otorgó una insignia de un diseño diferente durante el Tercer Reich a los guías de montaña policiales.

## Versión de laBundeswehr
Las tropas Gebirgsjäger de la actual Bundeswehr que como guías de montaña reciben una Insignia de Guía de Montaña del Ejército, que se debe usar en el centro del bolsillo derecho del pecho. La insignia se usa mientras el titular se desempeña como guía o en otras tareas de montañismo, siendo el plazo máximo para ello dos años. Después de doce años, la insignia se puede usar en el uniforme de forma permanente, independientemente del trabajo realizado.
Una insignia de tela ovalada bordada a máquina, muestra un edelweiss frente a dos piolets cruzados, sobre un fondo verde. Rodeando esto hay una corona gris con la frase HEERESBERGFÜHRER en la parte inferior.